# General-Panel-System
Beim General Panel System handelt es sich um ein von Konrad Wachsmann in Zusammenarbeit mit Walter Gropius entwickeltes Fertighaussystem das unter dem Namen „Packaged House System“ bekannt wurde.
Es tauchte erstmals 1941 in Lincoln (Massachusetts) auf. Die in einem Werk vorfabrizierten, einzelnen Bauelemente, inklusive der mechanischen Installation, konnten auf der Baustelle in kurzer Zeit bezugsfertig zusammengebaut werden.
Revolutionär war, dass damit nicht nur ein bestimmter Haustyp gebaut werden konnte, sondern die entwickelten Fertigbauelemente konnten zum Bau von beliebigen Ein- und Zweifamilienhäusern verwendet werden.
Mit dem von Konrad Wachsmann entwickelten sogenannten universellen Standardknoten – einem vierteiligen, stählernen Verbindungselement – konnte man die einzelnen Bauelemente der äußeren Schale sowohl in vertikaler als auch horizontaler Richtung montieren.
Die Bauelemente bestanden aus tragenden Holzrahmen, die außen mit senkrechter Holzschalung verkleidet waren. Fenster, Türen, Glas, Beschläge und die mechanische Installation waren in den variablen Bauteilen enthalten.
In den Jahren 1942–1943 entwickelte Wachsmann dann, speziell für den Innenausbau des Fertighaussystems, ein Trennwandsystem, das ohne irgendwelche mechanische Verbindung haltbar zusammengefügt werden konnte.